# راشيل فريدمان
راشيل فريدمان (بالإنجليزية: Rachelle Friedman)‏ (2 أكتوبر 1985، نورفولك في الولايات المتحدة)؛ صحفية وروائية أمريكية. درست في جامعة كارولينا الشرقية.